# James MacColl
James Eugene MacColl (ur. 27 czerwca 1908, zm. 17 czerwca 1971) – brytyjski polityk Partii Pracy, deputowany Izby Gmin.

## Działalność polityczna
W okresie od 23 lutego 1950 do śmierci 17 czerwca 1971 reprezentował okręg wyborczy Widnes w brytyjskiej Izbie Gmin. Od 1964 do 1969 był też parlamentarnym sekretarzem w ministerstwie ds. budownictwa i samorządu lokalnego w pierwszym i drugim rządzie Harolda Wilsona.